# سن فوتشنغ
سن فوتشنغ هو لاعب كرة قدم صيني في مركز الهجوم، ولد في 19 نوفمبر 1935 في داليان في الصين، وتوفي في 3 أبريل 1983 في بكين في الصين. شارك مع منتخب الصين لكرة القدم.